# 高城重躬
高城 重躬（たかじょう しげみ、1912年3月18日 - 1999年8月4日）は、日本のオーディオ評論家、音楽評論家。

## 経歴
ヴァイオリニストの父・高城重之（横浜翠嵐高校校歌作曲者）と、ピアニストの母・翠の長男として東京に生まれる。実妹に作曲家・音楽教育家の涌井曄子がいる。その三女の涌井純子（純の文字に草冠が付く）は作編曲を施すハープ奏者。
小学校入学前からピアノを弾いており、1929年、福岡県中学修猷館を卒業し、東京高等師範学校理科第1部（数学）に入学。同時に、東京音楽学校（現・東京芸術大学）選科のピアノ科、後に作曲科に通い、ピアノを榊原直と田中規矩士、作曲を橋本国彦に学ぶ。
その後、都立三田高校数学教諭、都立南高校校長、都立深沢高校校長などを歴任するが、その傍ら日本のオーディオ界の草分けとしても活躍。幼少期から培われた音楽の素養と、数学に基づくオーディオ理論を駆使し、音楽に対する深い造詣と、独創的なオーディオ・システムの設計・開発を通して、日本のオーディオ界に多大な影響を与えた。現在でもオーディオ・マニアに愛されている、糸ドライブ式ターンテーブル、真空管初のOTLアンプ、そして、後藤精弥の協力によるホーン型スピーカーなどである。なお、後藤は当時YL音響の下請け工場で働いていたが、その後独立し「ゴトウユニット」を設立した。
実際の楽器の演奏や虫の音・雷などの自然音を録音し、それを再生することによって装置の改善を行う「原音比較法」を徹底して行い、楽器から録音、機器の開発及び再生まで一貫して多くの知識を持っている事も、他の評論家には見られない特徴の一つである。特にピアノについては自分でも演奏し、自宅には退職金を全額叩いて購入したといわれる、スタインウェイのフルコンサートグランドを設置していた。
コンクリートで自作した巨大な低音ホーンを自宅に作りつけ、オール・ホーンの4チャンネル4ウェイ、マルチアンプ駆動という、「タカジョウ・システム」と呼ばれたオーディオ・システムを構築した。また、雑誌『レコード芸術』『芸術新潮』『ラジオ技術』『FM Fan』などに長年にわたって健筆を揮った。
1983年、勲四等瑞宝章を受章。1991年、第2回日本オーディオ協会賞受賞。
1999年8月4日、東京都目黒区の病院において肝不全のため死去。なお自宅は氏の没後「高城重躬記念館」として公開されていたが、現在では取り壊されている。

## 著書
- 『LP技術事典』（鱒書房、1953年）
- 『音の遍歴』（共同通信社、1974年）
- 『スタインウェイ物語―世界を征服したピアノの帝王』（ラジオ技術社、1978年）
- 『レコード音楽論』（共同通信社、1981年）
- 『オーディオ100バカ―新しいオーディオの考え方』（芸術現代社、1981年）
- 『音楽を聴くオーディオ再生』（音楽之友社、1989年）